# La soldatessa alla visita militare
La soldatessa alla visita militare è un film del 1977 diretto da Nando Cicero.

## Trama
L'abituale confusione di un campo militare viene scossa dall'arrivo di un ufficiale medico decisamente piccante: la bella soldatessa straborda nella sua divisa, e con le sue forme prorompenti turba gli animi dei commilitoni e scatena le fantasie erotiche dell'irreprensibile colonnello. Come vuole il copione, sarà il solito giovane soldatino, ribelle e bistrattato a conquistare la preda. Alla truppa non resterà che consolarsi con un gruppo di giovani ausiliarie in una girandola di spassosi equivoci.

## Sequel
Dal successo del film Nando Cicero realizzò l'anno successivo il sequel La soldatessa alle grandi manovre, con la Fenech e Montagnani che riprendono i loro ruoli.